# Philautus tuberohumerus
Philautus tuberohumerus és una espècie de granota que es troba a l'Índia.